# Tsongkhapa

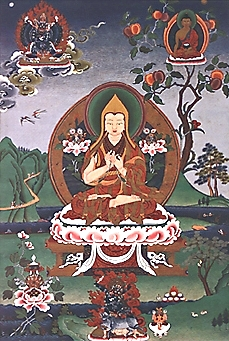
Tsongkhapa in der Fünften Vision des Khedrub Je

Je Tsongkhapa Lobsang Dragpa (tibetisch རྗེ་ཙོང་ཁ་པ་བློ་བཟང་གྲགས་པ་ Wylie rje tsong kha pa blo bzang grags pa, geb. 1357 in Tsongkha; gest. 1419) war ein bedeutender Reformator, aus dessen Lehrdarlegung später die Gelug-Schulrichtung des tibetischen Buddhismus hervorging.
Die Gelug-Schule gehört zu den Traditionen der Neuen Übersetzungen (Sarma), die sich in Tibet ab dem 11. Jahrhundert verbreiteten. Zu diesen Schulen der neuen Übersetzungsperiode in Tibet zählen heute die Kagyü-, Sakya- und die Gelug-Schule, im Gegensatz zur Periode der alten Übersetzungen aus dem 8. und 9. Jahrhundert, aus denen sich die Nyingma-Tradition entwickelte.

## Leben
Tsongkhapa wurde als vierter von sechs Söhnen einer Familie in der Nähe des Kokonor-Sees in Tibet geboren. Schon mit drei Jahren erhielt er vom 4. Karmapa die Laienordination und mit sieben Jahren wurde er zum Novizen-Mönch ordiniert und erhielt den Namen „Lobsang Dragpa“. Die volle Ordination (Gelong/Bhikkhu) erhielt er mit 21 Jahren. Er lernte bei mehr als 100 Meistern aller tibetisch-buddhistischen Traditionen und meisterte die Lehren verschiedener Schulen, wie der Drigung-Kagyü-Schule. Sein Hauptlehrer in der Madhyamaka-Philosophie war der Sakya-Meister Rendawa (1349–1412). Später erhielt er die drei Linien der Übertragung der Kadam-Schule – zwei davon vom Nyingma-Meister Lama Lhodrag Khenchen Namkha Gyeltshen (1326–1402) – und studierte die wichtigsten Tantras bei Meistern unterschiedlicher Schulrichtungen.
Der Kern der Übertragungen der Gelug liegt in den Mahayana-Lehren Atishas und der vereinigten Praxis von Sutra und Vajrayana. Er fasste in seinem Werk Lamrim Chenmo („Große Darlegung des Stufenwegs“) die Mahayana-Lehren der großen indischen Gelehrten Nagarjuna und Asanga zusammen. Im Vajrayana wird die Vereinigung der Tantras von Guhyasamaja, Chakrasambhava und Yamantaka betont. Zudem spielte Tsongkhapa, wie Atisha auch, eine besondere Rolle bei der Erhaltung des Kalachakra-Tantras.
Tsongkhapa vertrat konsequent die Ideale der Kadam-Schule und strich die Bedeutung der Vinaya-Regeln heraus. Er reformierte auf diese Weise die klösterliche Tradition in Tibet. Aus diesem Grund legen die Gelug auf Mönchsdisziplin und Zölibat großen Wert und sind auch als „reformierte Schule“ bekannt.
Es heißt, in tibetische Kommentare habe Tsongkhapa wenig Vertrauen gehabt. Er studierte vor allem die Kommentare der großen indischen Panditas, die als fehlerfrei gelten. Es heißt auch, dass er direkte Visionen des Bodhisattva Manjushri hatte, mit dem er sein Verständnis und seine Erfahrungen direkt besprach. Der Text Die drei prinzipiellen Aspekte des Weges soll ihm direkt von Manjushri diktiert worden sein. Seine Visionen prüfte er wiederum mit Lama Umapa, von der Karma-Kagyü-Schule, der eine direkte visionäre Verbindung mit Manjushri hatte. Mit Umapa und anderen engen Schülern ging Tsongkhapa häufig in Meditationsklausuren. Von Tsongkhapa stammt der Ausspruch: „Wenn man von einem Lehrer bestimmte Erklärungen oder Anweisungen bekommt und sieht, dass diese nicht den Aussagen der Schriften der großen indischen Meister wie Nagarjuna oder Asanga entsprechen, sollte man lieber auf die Anweisungen dieses Lehrers verzichten als die Bedeutung der großen Schriften aufgeben.“
Die meisten Lehrer Tsongkhapas wurden auch seine Schüler und sie belehrten und ehrten sich gegenseitig. So waren z. B. Rendawa, Lama Lhodrag und Umapa sowohl Lehrer als auch Schüler Tsongkhapas.

## Tsongkhapas Erbe

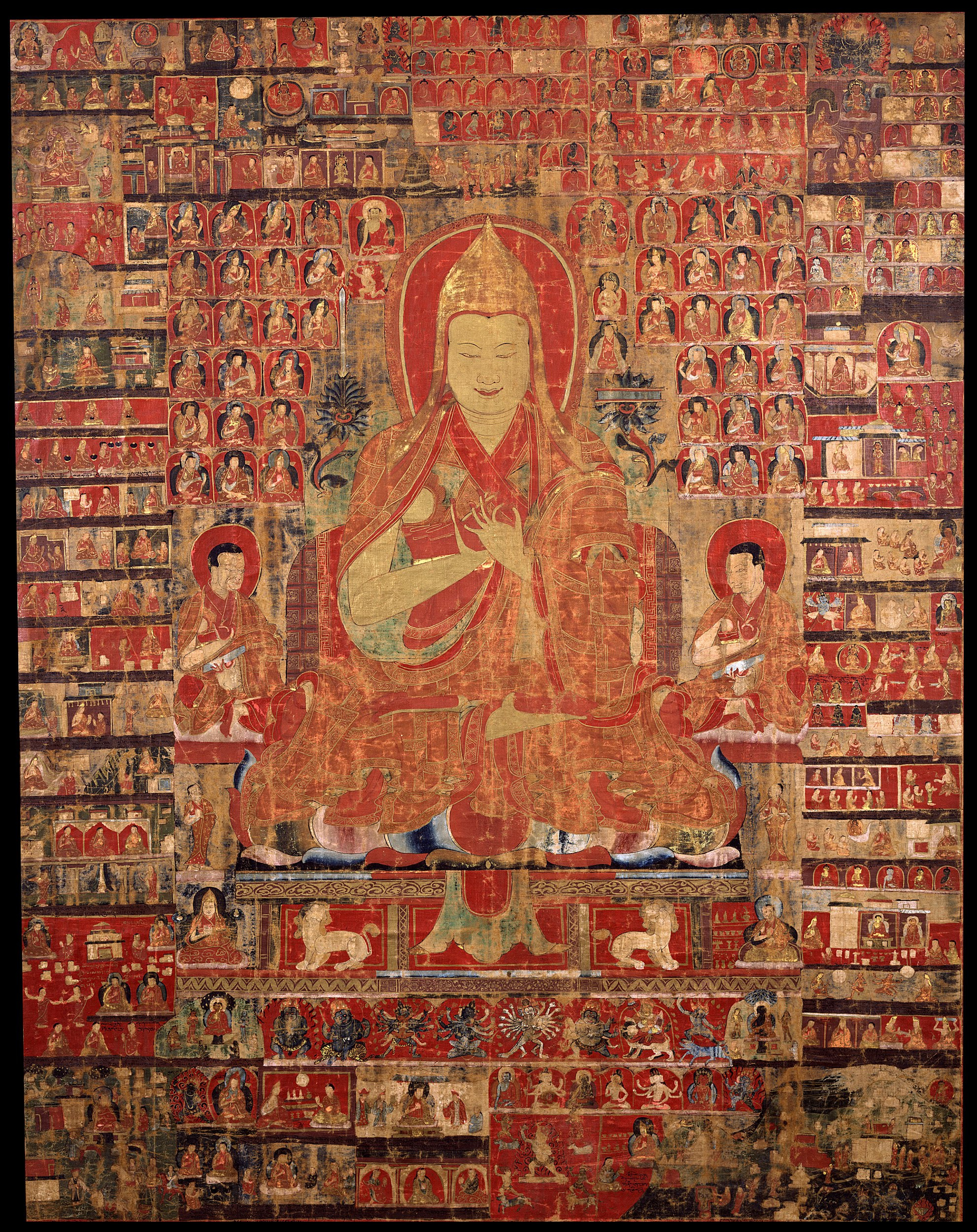
Tsongkhapa auf einem Thangka

1409 gründete Tsongkhapa das Kloster Ganden bei Lhasa. Er hinterließ der Welt achtzehn Bände gesammelter Lehren, die Hunderte Texte zu allen Aspekten des Buddhismus enthalten und einige der schwierigsten Punkte von Sutra und Tantra klären.
Hauptwerke unter diesen sind:
- „Die Große Darlegung der Stufen des Pfades“ (tib.: lam rim chen mo),
- „Die Große Darlegung der Tantras“ (tib.: sngags rim chen mo),
- „Die Essenz der Erläuterungen zu den Interpretierenden und Endgültigen Lehren“ (tib.: drang nges legs bshad snying po)
- „Lobpreis des Abhängigen Bestehens“ (tib.: rten 'brel bstod pa),
- „Die Große Darlegung der fünf Stufen des Guhyasamaja“ (tib.: gsang 'dus rim lnga gsal sgron) und
- „Ein goldener Kranz ausgezeichneter Erklärungen“(tib.: legs bshad gser gyi phreng ba).

Diese Schriften sind die Hauptquelle für das Studium in der Gelug-Tradition und besitzen noch dieselbe Autorität wie zu der Zeit ihrer Entstehung. Sie gelten als Schutz gegen falsche Ansichten im Mahayana- und Vajrayana-Buddhismus.
Je Tsongkhapa gilt zudem als Halter der mystischen „Zaubergleichen Schrift der Nahen Gadenlinie“.
Tsongkhapa hatte viele Schüler. Die herausragendsten unter ihnen waren Ganden Thri Rinpoche Dharma Rinchen (1364–1431), Khedrub Geleg Pelsang (1385–1438) und Gyelwa Gendün Drub, der 1. Dalai Lama (1391–1474).
Der Tod Tsongkhapas im Jahre 1419 war nach der Überlieferung von verschiedenen wundervollen Zeichen begleitet.
Es heißt, es sei kaum zu fassen, was er zu Lebzeiten vollbrachte: Zum einen hinsichtlich dessen, was er studierte, auswändig konnte und lehrte, zum anderen hinsichtlich seiner zahl- und umfangreichen Werke, die er verfasste, und wie intensiv er praktizierte (Meditationsretreats mit Millionen von Verbeugungen, Manadaladarbringungen, Reinigungspraktiken und Vajrayana-Übungen zu den unterschiedlichsten Gottheiten und Techniken, wie Tummo, einem der Sechs Yogas von Naropa).
Das seit 1409 jährlich noch immer praktizierte Gebetsfest Mönlam geht auf seine Initiative zurück und gilt als eine der „vier großen Taten“ Tsongkhapas. Die „vier großen Taten“ sind:
1. Restaurierung der großen Maitreya-Statue in Lhasa
2. Klarheit seiner Belehrungen bezüglich der Vinaya (tib.: 'dul ba)
3. Begründung des „Großen Mönlam Gebetsfestivals“ (tib. smon lam chen mo) und
4. Tsongkhapa hat den Bau der „großen Versammlungshalle von Ganden“ in Auftrag gegeben.

## Werke
- Tsongkhapa, Cornelia Krause (Übers.): Der mittlere Stufenweg. Diamant-Verlag, 2006, ISBN 3-9810682-3-8